# حمض الفوماريك
حامض الفوماريك Fumaric acid أو مصاوغ-حمض بوتنديوتيك هو مركب كيميائي, صيغته HO2CCH=CHCO2H. يعد هذا المركب البلوري الأبيض أحد المصاوغين للحمض ثنائي الكربوكسيل غير المشبع, الآخر هو حمض الماليك.  يتواجد حمض الفوماريك الأبيض الصلب على نطاق واسع في الطبيعة. له طعم شبيه بالفاكهة وقد استخدم كمضافات غذائية، رقمها E  هو E297. تُعرف الأملاح والإسترات بالفومارات. يمكن أن تشير "فومارات" Fumarate أيضًا إلى أيون C4H2O42−  
(في المحلول). حمض الفوماريك هو الايزومر العابر لحمض البوتينديويك ، بينما حمض الماليك هو متصاوغ cis isomer له.

## التسمية العامة
```
Fumaric acid
```

## الأسماء المرادفة
حمض الوماليك 
حمض ترانس-بوتينديوك
Allomaleic acid : allomaneic acid : boletic acid : trans-butensediotic acid : E297 : 1,2- ethenedicarboxylic acid : lichenic acid.3

## التسمية الكيميائية
(E-2- butenediotic acid (110-17-8.

## الكتلة المولية
116.07 غ\مول

## الكثافة
1.635 غ\سم3

## الانحلال بالماء
0.63 غ\ 100مل

## الحموضة
pka1 = 3.03, pka2 = 4.44

## الكيمياء
تم تحضير حمض الفوماريك بدايةً من حمض السكسينيك. يتضمن التركيب التقليدي أكسدة الفرفورال (من نبات الذرة المعالج) باستخدام الكلورات بوجود حفّاز مرتكز على الفاناديوم. حالياً, يرتكز التخليق الصناعي لحمض الفوماريك غالباً على المصاوغة التحفيزية لحمض المالئيك في المحاليل المائية بدرجة pH منخفضة. حمض المالئيك متيسر بكميات كبيرة كناتج لحلمهة بلا ماء المالئيك, الذي ينتج عن الأكسدة التحفيزية للبنزن أو البوتان.
يمكن توقع الخواص الكيميائية لحمض الفوماريك من المجموعات الوظيفية المكونة له. يشكل هذا الحمض الضعيف إستر ثنائي, حيث يخضع لإضافات على الرابطة المضاعفة, و هو ثنائي إنوفيل ممتاز.
لا يحترق حمض الفوماريك في المسعر, تحت الشروط التي يحترق بها حمض المالئيك بلطف. من أجل التجارب المصممة لقياس الفرق في الطاقة بين المصاوغين المفروق و المقرون, يمكن طحن كمية مقاسة من الكربون مع المركب الخاضع للتجربة و يتم حساب إنتالبية الاحتراق بواسطة الفرق.

## بيولوجيا
يوجد حمض الفوماريك في نبات نقلة الملك (Fumitroy), و فطر البوليطس, و الأشنة, و الطحلب الأيسلندي. الفومارات مركب وسيط في حلقة حمض السيتريك, التي تستخدمها الخلايا لإنتاج الطاقة بشكل ثلاثي فوسفات الأدينوسين (ATP) من الطعام. يتشكل من أكسدة السكسينات بواسطة أنزيم سكسينات ديهيدروجيناز. و من ثم تتحول الفومارات بواسطة أنزيم الفوماراز إلى مالات. ينتج الجلد البشري حمض الفوماريك بشكل طبيعي عند تعرضه لضوء الشمس.
الفومارات أيضاً ناتج لحلقة اليوريا.

## الاستعمالات

### في الطعام
مادة مضافة للطعام, حيث يستخدم كمنظم حموضة منذ عام 1946 و يرمز له بالرمز E297. و تستخدم بشكل عام في المشروبات و مساحيق التخمر من أجل المتطلبات الموضوعة للنقاوة. و يستخدم, بشكل مشابه لحمض المالئيك, كبديل عن حمض الطرطير و أحياناً عوضاً عن حمض السيتريك, بمعدل 1.36 غرام من حمض السيتريك لكل 0.91 غرام من حمض الفوماريك لإضافة طعم الحموضة. و يستخدم أيضاً لإحداث التندف في طهي مزيج حلوى البودينج.
تم ترخيص استعماله كمادة مضافة للطعام في الإتحاد الأوروبي, و الولايات المتحدة  و أستراليا و نيوزيلندا (حيث تم تسجيله برقمه الدولي 297).
يضاف إلى الأطعمة بتراكيز تصل إلى 3600 جزء من مليون (ppm).

### في الصيدلة
- عامل رافع للحموضة و محمض acidulant
- مضاد أكسدة
- عامل منكه
- يستعمل في علاج الصداف
- يستخدم في المضغوطات الفوارة
- للأشكال السائلة: منكه و محمض
- عامل استحلابي و ذلك بالمشاركة مع مضادات الأكسدة الأخرى.

### في الطب
عند مرضى التصلب المتعدد الناكس, أنقص ثنائي ميثيل الفومارات (BG-12, بيولوجي المنشأ) بشكل واضح الانتكاس و ترقي العجز في التجربة بطورها الثالث. يفعل سبيل العامل النووي-2 (Nrf2) للاستجابة المضاد للأكسدة, و هو سبيل المقاومة الخلوية الأولية ضد التأثيرات السامة للخلايا للكرب المؤكسد.

### استعمالات أخرى
يستخدم حمض الفوماريك في صناعة راتينات البولي إستر و الأغوال متعددة الهيدروكسيل و كمرسخ لون في الأصبغة.

## التأثيرات الجانبية
قصور كلوي حاد
و بما أنه أحد المكونات الطبيعية التي تدخل في تركيب الأنسجة في جسم الأنسان و نظراً لقدرة الجسم على استقلابه إلى مستقلبات غير سامة يتم طرحها عن طريق الكلية فقد بينت منظمة الصحة العالمية أنه لا توجد ضرورة في وضع المقدار المسموح بتناوله يوميا من حمض الفوماريك أو أملاحه.

## الجرعة المميتة لنصف حيوانات التجربة
LD50 (mouse,IP) = 0.1 g\kg
LD50 (rat, oral) = 10.7 g\kg

## المأمونية
يتحول حمض الفوماريك إلى بلا ماء المالئيك, بعد الاحتراق الجزئي. عملياً ليس له تأثير سمي لكن بالجرعات العالية ربما يكون له تأثير كلوي سمي بعد الاستخدام المطول.
له تأثيرات مخرشة للجلد و العينين و الجهاز التنفسي, لذا يجب على العاملين بهذه المادة في وحدات الإنتاج داخل المصانع ارتداء القفازات و الواقيات العينية و أن تكون هذه الوحدات مهواة بشكل جيد.

## التنافرات
يخضع حمض الفوماريك للتفاعلات النموذجية للحموض العضوية.

## خريطة السبيل المتفاعل
قالب:TCACycle WP78

## روابط خارجية
- موسوعة العلوم العربية
- International Chemical Safety Card 1173